# Имамвердиев, Джавид Абдурахман оглы
Джави́д Абдурахман оглы Имамверди́ев (азерб. Cavid Əbdürəhman oğlu İmamverdiyev; род. 1 августа 1990, Шамхор) — азербайджанский футболист, полузащитник. Выступал за сборную Азербайджана.

## Клубная карьера
Воспитанник бакинского «Нефтчи», играл за второй состав клуба.
С 2008 года защищает цвета клуба премьер-лиги Азербайджана — «Нефтчи» (Баку) Выступал также в кубковых матчах.. В команде играет под № 19.
В 2013 году был на просмотре в киевском «Динамо».
В сезоне 2009/10 играл за «Карван».
В июле 2018 года подписал трёхлетний контракт с «Сабахом».

## Карьера в сборной
Защищал также цвета юношеских (U-17 и U-19) сборных Азербайджана.
В составе молодёжной сборной Азербайджана выступал под № 20. Защищает также цвета основной сборной страны.

## Достижения
- Чемпион Азербайджана: 2012, 2013
- Обладатель Кубка Азербайджана: 2013